# Khoschab (Verwaltungsbezirk)
Khoschab (persisch شهرستان خوشاب) ist ein Schahrestan in der Provinz Razavi-Chorasan im Iran. Er enthält die Stadt Khoschab, welche die Hauptstadt des Verwaltungsbezirks ist.

## Demografie
Bei der Volkszählung 2016 betrug die Einwohnerzahl des Schahrestan 37.181. Die Alphabetisierung lag bei 75 Prozent der Bevölkerung. Knapp 16 Prozent der Bevölkerung lebten in urbanen Regionen.
| Zensusjahr | Einwohnerzahl |
| ---------- | ------------- |
| 2011       | 37.914        |
| 2016       | 37.181        |